# Upplands runinskrifter 134
Upplands runinskrifter 134 är två vikingatida runstensfragment av rödgrå granit i Östra Arninge, Täby socken och Täby kommun. Fragment A finns kvar men fragment B är försvunnet. Runhöjden är 7-11 centimeter.

## Inskriften
Translitterering av runraden:
§A [× kunar × ...] 
§B ... ...aisa · --... 
§A [... ...sti r-...]
Normalisering till runsvenska:
§A Gunnarr ... 
§B ... [r]æisa ... 
§A ... [ri]sti(?) r[unaʀ](?)
Översättning till nusvenska:
§A Gunnarr ... §B ... reste ... §A ... ristade runorna(?)